# پوره
پوره (به فرانسوی: Purée) به نوعی مادهٔ خوراکی گفته می‌شود که عمدتاً با خرد کردن تره‌بار، سبزیجات، حبوبات و میوهٔ خام یا پخته در مخلوط‌کن و سپس از صافی گذراندن آن درست می‌شود. پوره به عنوان یک سس در شیرینی‌های پختنی مانند پای و تارت بر روی خمیر قرار گرفته و استفاده می‌شود. پورهٔ گوجه‌فرنگی، آنکو (پوره لوبیا)، کره بادام زمینی، پورهٔ سیب‌زمینی نمونه‌هایی از انواع پوره هستند.

## مواد
- بادنجان، غذای نمونه بابا غنوج
- باقلا
- (نخود) غذای نمونه حمص (خوراک لبنانی)
- حبوبات لوبیا
- زیتون
- سیب
- هویج
- مانیوک
- نخود فرنگی
- سیب‌زمینی
- کدو تنبل
- کدو
- گوجه فرنگی